# Apolipoproteína A1
Apolipoproteína A-I é uma proteína que em humanos é codificada pelo gene APOA1, tendo um papel específico no metabolismo de lipídios.
A Alipoproteína solubiliza o lipídeo no plasma.
É o principal componente proteico da lipoproteína de alta densidade (HDL) no plasma. Os quilomícrons secretados no enterócito intestinal também contêm ApoA1 mas são rapidamente transferido para o HDL na corrente sanguínea. A proteína promove colesterol e fluxo de tecidos para o fígado para excreção. É um co-fator para a Lecitina-colesterol aciltransferase (LCAT) que é responsável pela formação da maioria dos ésteres de colesterol do plasma . A ApoA-1 também foi isolada como a prostaciclina (PGI2) fator de estabilização e, portanto, pode ter um efeito anticoagulante. Os defeitos no gene que a codifica estão associadas a deficiências de HDL, incluindo a doença de Tânger e com neuropátias sistêmicas não amiloidose.